# Гянджлік (станція метро)
40°24′06″ пн. ш. 49°51′08″ сх. д. / 40.40167° пн. ш. 49.85222° сх. д.
«Гянджлік» (азерб. Gənclik) — станція першої лінії Бакинського метрополітену, розташована між станціями «Наріман Наріманов» і «28 Травня».
Станція введена в експлуатацію 6 листопада 1967 року в складі першого пускового ділянки «Наріман Наріманов» — «Баки Совєти».

## Вестибюлі
Виходи в місто зі станції ведуть в два підземні переходи, один з яких веде до Республіканського стадіону та зоопарку, до вулиць Фаталі Хана Хойского та проспекту Ататюрка.

## Технічна характеристика
Конструкція станції — колонна трипрогінна мілкого закладення, по архітектурі повторює станцію московського метро Кропоткинська. 

## Оздоблення
Колони складаються з двох частин: нижня, більш масивна, облицьована мармуром, а верхня, капітель, покрита клейової побілкою. Особливий ефект в тому, що складові колони здаються менше по висоті і як би йдуть вдалину, створюючи відчуття перспективи. На колони і на карнизи, розташовані уздовж колійних стін, нанесений східний, стрілчастий малюнок. Стрілчастий малюнок і підсвічування капітелей як би піднімає стелю, робить вестибюль станції більш м'яким, повітряним, світлими. Панно на стінах станції оформлені флорентійської мозаїкою. Близькість найбільшого в республіці стадіону позначилася на темі оформлення станції, яку можна охарактеризувати, як спортивну. Символічні фігури юнаків і дівчат уособлюють силу і спритність. Працювали над панно спільно з автором художником-керамистом Р. Халафовим московські майстри-мраморщик Юрій Полюшкін і Євген Синюков.